# Thonnelle
Thonnelle je francouzská obec v departementu Meuse v regionu Grand Est. V roce 2013 zde žilo 155 obyvatel.

## Poloha
Sousední obce jsou: Avioth, Breux, Chauvency-le-Château, Montmédy, Thonne-le-Thil a Thonne-les-Près.

## Vývoj počtu obyvatel
Počet obyvatel 